# Мак, Дейлон
Дейлон Мак (англ. Daylon Mack, 23 февраля 1997, Глейдуотер, Техас) — профессиональный футболист, выступающий на позиции ноуз тэкла в клубе НФЛ «Балтимор Рэйвенс».

## Биография
Дейлон Мак родился 23 февраля 1997 года в Глейдуотере, Техас. Он учился в местной школе, за её футбольную команду играл линейным защиты и раннинбеком. В выпускной год был включён в символическую сборную звёзд школьного футбола по версии издания USA Today. От четырёх сайтов, оценивающих новичков студенческого футбола, получил оценку пять звёзд. В феврале 2015 года Мак объявил о своём поступлении в Техасский университет A&M.

### Любительская карьера
С 2015 по 2017 год Мак был запасным тэклом защиты Техас A&M Эггис, появляясь на поле практически во всех матчах команды. В последний год обучения он стал игроком стартового состава. По итогам сезона 2018 года был признан самым прогрессирующим линейным защиты в команде.

#### Статистика выступлений в NCAA
| Сезон | Команда         | Игры | Захваты | Захваты | Захваты | Захваты | Захваты | Перехваты | Перехваты | Перехваты | Перехваты | Перехваты | Фамблы | Фамблы | Фамблы | Фамблы |
| Сезон | Команда         | Игры | Solo    | Ast     | Tot     | Loss    | Sk      | Int       | Yds       | Y/R       | TD        | PD        | FR     | Yds    | TD     | FF     |
| ----- | --------------- | ---- | ------- | ------- | ------- | ------- | ------- | --------- | --------- | --------- | --------- | --------- | ------ | ------ | ------ | ------ |
| 2015  | Техас A&M Эггис | 13   | 15      | 17      | 32      | 9,5     | 0,0     | 0         | 0         | 0,0       | 0         | 0         | 0      | 0      | 0      | 1      |
| 2016  | Техас A&M Эггис | 11   | 10      | 15      | 25      | 2,5     | 1,5     | 0         | 0         | 0,0       | 0         | 1         | 0      | 0      | 0      | 0      |
| 2017  | Техас A&M Эггис | 10   | 10      | 9       | 19      | 5,0     | 1,0     | 0         | 0         | 0,0       | 0         | 0         | 0      | 0      | 0      | 1      |
| 2018  | Техас A&M Эггис | 13   | 17      | 15      | 32      | 10,0    | 5,5     | 0         | 0         | 0,0       | 0         | 1         | 0      | 0      | 0      | 0      |
| Всего | Всего           | 47   | 52      | 56      | 108     | 27,0    | 8,0     | 0         | 0         | 0,0       | 0         | 2         | 0      | 0      | 0      | 2      |

### Профессиональная карьера
Аналитик сайта НФЛ Лэнс Зирлейн перед драфтом главными достоинствами игрока называл физические данные игрока и низкий центр тяжести, позволяющие ему успешно действовать против двойных блоков, скорость реакции. Он также отмечал прогресс Мака, который на протяжении большей части студенческой карьеры не оправдывал ожиданий, связанных с его успешной игрой в школе. Недостатками Зирлейн называл небольшой радиус захвата, быстрое снижение эффективности игры по мере накопления усталости и проблемы в игре против линейных нападения, атакующих его сбоку.
На драфте Мак был выбран «Балтимором» в пятом раунде под общим 160 номером. В мае он подписал с командой четырёхлетний контракт на общую сумму около 2,8 млн долларов. В регулярном чемпионате 2019 года он принял участие в одном матче, на четвёртой игровой неделе. В ноябре Мак получил повреждение и был внесён в список травмированных, пропустив концовку сезона.

#### Статистика выступлений в НФЛ

##### Регулярный чемпионат
| Сезон | Команда          | Игры | Захваты | Захваты | Захваты | Захваты | Захваты | Перехваты | Перехваты | Перехваты | Перехваты | Перехваты | Фамблы | Фамблы | Фамблы | Фамблы |
| Сезон | Команда          | Игры | Solo    | Ast     | Tot     | Loss    | Sk      | Int       | Yds       | Y/R       | TD        | PD        | FR     | Yds    | TD     | FF     |
| ----- | ---------------- | ---- | ------- | ------- | ------- | ------- | ------- | --------- | --------- | --------- | --------- | --------- | ------ | ------ | ------ | ------ |
| 2019  | Балтимор Рэйвенс | 1    | 0       | 0       | 0       | 0,0     | 0,0     | 0         | 0         | 0,0       | 0         | 0         | 0      | 0      | 0      | 0      |
| Всего | Всего            | 1    | 0       | 0       | 0       | 0,0     | 0,0     | 0         | 0         | 0,0       | 0         | 0         | 0      | 0      | 0      | 0      |